# Lietuvos Radijas ir Televizija
Az Lietuvos Radijas ir Televizija (röviden: LRT, magyarul: Litván Rádió és Televízió) közszolgálati médiaszolgáltató vállalat Litvániában, amely 1926 óta nyújt rendszeres rádiószolgáltatást, 1957 óta pedig televíziós adásokat. Az LRT 1993-ban csatlakozott az Európai Műsorsugárzók Uniójához. Az LRT három nemzeti televízió- és három ráció csatornát üzemeltet.
Az LRT Litvánia legnagyobb médiacsoportja, amely állami tulajdonban van. Fő célja a közérdek, valamint a nyilvánosság megbízható és objektív tájékoztatáshoz való jogának szolgálata. Az LRT rádió- és televíziószolgáltatásai vilniusi központjában működnek. Az LRT radijas, a fő LRT rádióállomás a legnagyobb részesedéssel rendelkezik a litván rádiós piacon, és a legtöbb figyelmet az operatív hírekre és az oktató jellegű adásra fordítja.

## Televíziócsatornák
| Logó | Csatorna neve  | Tematika                                    | Indulás dátuma    |
| ---- | -------------- | ------------------------------------------- | ----------------- |
|      | LRT Televizija | közérdekű televíziós csatorna               | 1957. július 19.  |
|      | LRT Plius      | sport- és kulturális műsorok                | 2003. február 16. |
|      | LRT Lituanica  | LRT csatornák litván tartalmainak sugárzása | 2007. február 23. |

## Rádiócsatornák
| Logó | Csatorna neve | Tematika                                                                                         | Indulás dátuma      |
| ---- | ------------- | ------------------------------------------------------------------------------------------------ | ------------------- |
|      | LRT Radijas   | fő általános rádióműsor                                                                          | 1926. június 12.    |
|      | LRT Klasika   | kulturális műsorok és komolyzene, speciális tartalom litván etnikai kisebbségi csoportok számára | 1956                |
|      | LRT Opus      | kortárs zene és tartalom fiatalabb közönségnek                                                   | 2006. szeptember 1. |